# 拉多姆國家公園
拉多姆國家公園（英語：Radom National Park）是蘇丹的國家公園和生物圈保護區，位於該國西南部達爾富爾地區，佔地12,510平方公里，毗鄰中非的安德烈費利克斯國家公園，1979年成為世界生物圈保護區網絡，年均降雨量900至1,700毫米。